# Килг
Килг — река в России, протекает в Мантуровском и Кологривском районах Костромской области. Устье реки находится в 200 км по правому берегу реки Унжа. Длина реки составляет 20 км.
Исток реки расположен в лесах в 20 км к северо-западу от Мантурова. Течёт на север, затем на северо-запад. Большая часть течения проходит по Мантуровскому району, в нижнем течении участок течения проходит по Кологривскому. В нижнем течении на берегах деревни Починок (правый берег) и Вахрушино (левый берег).

## Данные водного реестра
По данным государственного водного реестра России относится к Верхневолжскому бассейновому округу, водохозяйственный участок реки — Унжа от истока и до устья, речной подбассейн реки — Бассей притоков Волги ниже Рыбинского водохранилища до впадения Оки. Речной бассейн реки — (Верхняя) Волга до Куйбышевского водохранилища (без бассейна Оки).
Код объекта в государственном водном реестре — 08010300312110000015556.